# Сухий Лиман (зупинний пункт)
Сухи́й Лима́н — пасажирський залізничний зупинний пункт Одеської дирекції Одеської залізниці на лінії Одеса-Застава I — Арциз.
Розташований у селі Сухий Лиман, Одеського району, Одеської області між станціями Одеса-Західна (5 км) та Ксенієве (6 км).
На платформі зупиняються приміські поїзди